# غافن سميث (لاعب بوكر)
غافن سميث (بالإنجليزية: Gavin Smith)‏ (و. 1968 – 2019 م) هو لاعب بوكر كندي، ولد في غويلف.: فاز ببطولة "ميراج بوكر شو داون" للموسم الرابع لجولة البوكر العالمية، وحصل على جائزة "لاعب العام" في نفس الموسم في عام 2005. كما فاز في عام 2010 ببطولة "سلسلة البوكر العالمية" بقيمة 2,500 دولار، وحصل على أول سوار ذهبي له.
تعلم سميث كيفية لعب الورق من خلال لعب لعبة "الكريبج" و"الريمية بورق الشدة" مع والده. بدأ لعب البوكر في سن 26 عامًا، حيث كان يلعب ألعابًا مختلطة مع زملائه في العمل. أصبح سميث موزعًا للبوكر في عام 1996 وأسس نادي البوكر الخاص به في عام 1998 في كيتشنر، أونتاريو. قبل ذلك، عمل سائق سيارة أجرة وعمل في ملعب للجولف في غوالف، أونتاريو.